# ケテル
ケテル（ヘブライ語: כֶּתֶרkether, der keyser, Keter; pl. kəthārīm, dos ksorim(em)）は王冠を示すヘブライ語：
1. トーラーの飾りの一つ。ケテル・トーラー。
　　写真を見る（"Crown" ~ Jewish Encyclopedia）
  1. 同名の本やイェシーバーの名前（参照：）
2. カバラーのセフィロト Sephirot の一つ。生命の樹を参照。
3. エルサレム・ケテル出版社（Keter Publishing House）
4. ヘルツリーヤ・ケテル・プラスチック（Keter Plastic）
5. ケテル・（ハン＝）マルフート（kether (ham)Malkhuth, Keter Malkut）
6. アレッポ写本（Aleppo Codex, keter shel aram tzovah）
7. （現代ヘブライ語）歯冠、金冠
8. コミュニティサイト・SCP財団に登場する概念であるSCPオブジェクトの一区分。SCP財団を参照。